# Pazifische Taifunsaison 2013
Die Pazifische Taifunsaison 2013 war ein andauerndes Wetterereignis, unter dem die sich während des gesamten Kalenderjahres bildenden tropischen Wirbelstürme zusammengefasst sind. Die meisten tropischen Wirbelstürme bilden sich im Pazifischen Ozean westlich der Datumsgrenze und nördlich des Äquators jedoch zwischen Mai und November. Solche tropischen Wirbelstürme nennt man Taifune. Die sich östlich des 180. Längengrades bildenden Stürme sind Gegenstand der Pazifischen Hurrikansaison 2013.
Innerhalb des nordwestlichen Pazifiks gibt es zwei meteorologische Organisationen, die den Stürmen Namen vergeben. Dies führt dazu, dass derselbe Sturm häufig zwei verschiedene Namen erhält. Die offizielle Bezeichnung durch die Japan Meteorological Agency (JMA) erhält ein tropischer Sturm, sobald er an einer beliebigen Stelle im nordwestlichen Pazifik andauernde zehnminütige Windgeschwindigkeiten von 35 Knoten (rund 65 km/h) erreicht. Die Philippine Atmospheric, Geophysical and Astronomical Services Administration (PAGASA) hingegen weist tropischen Tiefdruckgebieten Namen zu, die sich innerhalb des nationalen Verantwortungsbereiches bilden oder dorthin ziehen; dieser Verantwortungsbereich liegt grob umgrenzt zwischen 115° und 135° östlicher Länge und zwischen 5° und 25° nördlicher Breite. PAGASA weist auch dann einen lokalen Namen zu, wenn das System bereits durch die Japan Meteorological Agency benannt wurde. Tropische Tiefdruckgebiete, die vom US-amerikanischen Joint Typhoon Warning Center beobachtet werden, erhalten eine Nummer mit dem Suffix W.

## Stürme

### Sturmnamen

#### Internationale Namen
Tropische Wirbelstürme im westlichen Nordpazifik werden durch das zuständige Regional Specialized Meteorological Centre in Tokio der Japan Meteorological Agency benannt. Diese erhalten einen Namen, sobald sie die Stärke eines tropischen Sturmes erreichen. Die Namen entstammen der folgenden Liste; diese wird fortlaufend verwendet, es gibt also keine jährlich wechselnden Namenslisten wie im östlichen Nordpazifik oder im Atlantik. Die Namen wurden durch die 14 Mitgliedsstaaten des ESCAP/WMO Typhoon Committees vorgeschlagen. Jedes dieser Mitglieder hat jeweils zehn Namen eingereicht, die in alphabetischer Reihenfolge nach der englischen Schreibweise dieser Staaten sortiert vergeben werden. Die nächsten 30 Namen auf der Liste sind:
Sonamu, Shanshan, Yagi, Leepi, Bebinca, Rumbia, Soulik, Cimaron, Jebi, Mangkhut, Utor, Trami, Kong-rey, Yutu, Toraji, Man-yi, Usagi, Pabuk, Wutip, Sepat, Fitow, Danas, Nari und Wipha
Außerdem wanderten zwei im Zentralpazifik entstandene Systeme westwärts über die Datumsgrenze und behielten die vom Central Pacific Hurricane Center vergebenen Namen Pewa und Unala.

#### Philippinen
Die Philippine Atmospheric, Geophysical and Astronomical Services Administration (PAGASA) verwendet für tropische Systeme in ihrem Verantwortungsbereich ein eigenes Namensschema. Die Namenslisten von PAGASA werden alle vier Jahre wieder verwendet. Diese Namen werden für Systeme vergeben, die sich im Verantwortungsbereich von PAGASA zwischen 115° und 135° östlicher Länge und zwischen 5° und 25° nördlicher Breite bilden oder in dieses Gebiet hineinwandern. Sollte sich die Namensliste als nicht ausreichend erweisen, werden die Namen von einer Ersatzliste genommen. Dies ist dieselbe Liste, die auch in der Saison 2009 verwendet wurde, nur Feria, Ondoy und Pepeng wurden durch Fabian, Odette und Paolo ersetzt.
Auring, Bising, Crising, Dante, Emong, Fabian, Gorio, Huaning, Isang, Jolina, Kiko, Labuyo, Maring, Nando, Odette, Paolo, Quedan, Ramil, Santi, Tino, Urduja, Vinta, Wilma, Yolanda und Zoraida

### Schwerer Tropischer Sturm Sonamu (Auring)
Am 31. Dezember entstand ein Cluster von Gewittern über Mikronesien. Der Cluster gewann rasch an Stärke, sodass die JMA ihn am 1. Januar südwestlich von Guam zur ersten tropischen Depression der Saison aktualisierte. Am folgenden Tag bewegte sich die Depression in Richtung Nordwesten und überquerte in den Abendstunden Mindanao. Früh am 3. Januar veröffentlichte das JTWC einen Tropical Cyclone Formation Alert zu dem System, bevor PAGASA es am selben Tag noch zu einer tropischen Depression heraufstufte und dieser den lokalen Namen Auring gab. Später am gleichen Tag aktualisierte das JTWC das System zu einem tropischen Tiefdruckgebiet und gab diesem die Bezeichnung 01W. Kurz darauf stufte die JMA die Depression zum ersten tropischen Sturm der Saison herauf, der den Namen Sonamu erhielt.
Durch die Auswirkungen von Sonamu starb auf den Philippinen eine Person.

### Tropische Depression (Bising)
Am 4. Januar bildete sich südwestlich von Palau ein Gebiet von Konvektion. Dieses bewegte sich rasch nach Westen und wurde am 6. Januar von der JMA zu einer tropischen Depression aktualisiert. Am folgenden Tag meldete die JMA jedoch, dass sich das System aufgrund von Windscherung in ein Gebiet niedrigen Luftdruckes abgeschwächt hatte. Da es sich am 8. Januar wieder zu organisieren begann, aktualisierte die JMA das System erneut zu einer tropischen Depression. Am Abend des 11. Januars aktualisierte PAGASA das System ebenfalls zu einer tropischen Depression und nannte diese Bising. Nur zwei Tage später stufte die JMA die Depression in ein Gebiet niedrigen Luftdruckes ab.

### Tropischer Sturm Shanshan (Crising)
Spät am 16. Februar bildete sich südöstlich von Palau ein Gebiet niedrigen Luftdruckes. Zwei Tage später wurde dieses von der JMA und von PAGASA zu einer tropischen Depression aktualisiert, als es sich südöstlich von Mindanao befand. Dabei erhielt es von PAGASA den lokalen Namen Crising. Früh am 19. Februar stufte das JTWC das System zu einem tropischen Tiefdruckgebiet ein und vergab diesem die Bezeichnung 02W, veröffentlichte allerdings bereits am 21. Februar die letzte Warnung. Früh am 22. Februar aktualisierte die JMA die Depression zu einem tropischen Sturm und nannte diesen Shanshan. Einen Tag später stufte die JMA den Sturm zu einer tropischen Depression herab.
Der Sturm tötete auf den Philippinen 4 Personen.

### Tropische Depression
Am 11. April begann die JMA eine sich nach Westen bewegende tropische Depression im Golf von Thailand zu beobachten. Das System konnte diesen Status nur für sechs Stunden halten, sodass die JMA für die Depression nur eine Warnung herausgab.

### Tropischer Sturm Yagi (Dante)
Am 6. Juni bildete sich östlich der Philippinen eine tropische Depression. Während das System nach Norden zog, konnte es sich langsam intensivieren, sodass es am Mittag des 8. Juni von der JMA zum tropischen Sturm Yagi aktualisiert wurde. Der Sturm hielt seine Intensität und erreichte am 11. Juni seinen Höhepunkt mit 1-minütigen Windgeschwindigkeiten von 100 km/h und einem Luftdruck von 990 hPa. Nach dem Höhepunkt schwächte sich Yagi rasch ab, sodass am 12. Juni die letzten Warnungen zu dem Sturm herausgegeben wurden.

### Tropischer Sturm Leepi (Emong)
Am 16. Juni meldete die JMA, dass sich östlich von Eastern Samar eine tropische Depression gebildet hat. PAGASA erkannte das System ebenso als tropische Depression und nannte diese Emong. Diese konnte sich rasch entwickeln und intensivierte sich früh am 18. Juni in einen tropischen Sturm, der den Namen Leepi erhielt. Früh am 20. Juni verließ der Sturm den philippinischen Verantwortungsbereich und PAGASA gab die letzte Warnung zu dem System heraus. Wenig später stufte das JTWC Leepi zu einem tropischen Tiefdruckgebiet herab. Früh am 21. Juni gab die JMA die letzte Warnung zu Leepi heraus.

### Tropischer Sturm Bebinca (Fabian)
Mitte Juni bildete sich über dem Südchinesischem Meer ein Gebiet von Konvektion. Die Störung konnte sich im Laufe des 18. Juni gut organisieren, sodass sie am folgenden Tag von der JMA zu einer tropischen Depression aktualisiert wurde. PAGASA folge sechs Stunden später und stufte das System ebenso als eine tropische Depression ein, die den lokalen Namen Fabian erhielt. Früh am 21. Juni stufte die JMA die tropische Depression zu einem tropischen Sturm herauf und gab diesem den internationalen Namen Bebinca. Der Sturm konnte sich nicht weiter intensivieren und blieb ein schwacher tropischer Sturm, bevor er am Morgen des 22. Juni über Hainan an Land ging. Über Land schwächte er sich rasch in eine tropische Depression ab und erreichte am Abend den Golf von Tonkin. Dort konnte sich Bebinca nicht mehr in einen tropischen Sturm intensivieren und ging als tropische Depression über der Region Đồng Bằng Sông Hồng, Vietnam ein zweites Mal an Land. Einen Tag später löste sich die Depression im Landesinneren auf.

### Schwerer Tropischer Sturm Rumbia (Gorio)
Am 27. Juni meldete die JMA, dass sich östlich der Philippinen eine tropische Depression gebildet hat. Auch PAGASA erkannte das System als eine tropische Depression und nannte diese Gorio. Einen Tag später aktualisierte die JMA die Depression zu einem tropischen Sturm und gab diesem den Namen Rumbia. Drei Stunden später folgte auch PAGASA und stufte die Depression zu einem tropischen Sturm herauf. Früh am 29. Juni ging Rumbia über Hernani, Eastern Samar an Land. Zu diesem Zeitpunkt hatte der Sturm Windgeschwindigkeiten von 65 km/h und einen Luftdruck von 1000 hPa. Das System konnte seine Intensität halten und zog am 30. Juni in das Südchinesische Meer. Früh am 1. Juli verließ Rumbia den philippinischen Verantwortungsbereich und PAGASA gab die letzte Warnung zu dem Sturm aus. Ein paar Stunden nachdem dies geschah, begann Rumbia ein Auge zu bilden und wurde von der JMA zu einem Schweren tropischen Sturm aktualisiert. Zum selben Zeitpunkt stufte das JTWC den Sturm zu einem Taifun herauf. Nur wenig später ging Rumbia über der Leizhou-Halbinsel an Land und schwächte sich rapide ab, sodass sich das System schon am nächsten Tag auflöste.
Durch die Auswirkungen von Rumbia sind insgesamt mindestens 55 Menschen ums Leben gekommen: Nahe der Philippinen ist ein Boot gekentert, wobei 6 Kinder und eine Frau getötet wurden. In China sind wegen Überflutungen und Erdrutschen 48 Menschen getötet und 21 Menschen als vermisst gemeldet worden.

### Taifun Soulik (Huaning)
Am 6. Juli begann das Joint Typhoon Warning Center (JTWC) ein Gebiet von Konvektion nordöstlich von Guam zu beobachten. Am folgenden Tag wurde es sowohl von der JMA als auch vom JTWC zu einer tropischen Depression aktualisiert. Das System intensivierte sich weiter und wurde am frühen Morgen des 8. Juli zum tropischen Sturm Soulik heraufgestuft. Nur 24 Stunden nach der Benennung meldete die JMA, dass Soulik ein Auge gebildet hat und zu einem Taifun aktualisiert wurde. Früh am 10. Juli erreichte der Taifun seinen Höhepunkt mit 10-minütigen Windgeschwindigkeiten von bis zu 185 km/h und einem Luftdruck von 925 hPa. Im Laufe des folgenden Tages hielt der Taifun seine Intensität und schwächte sich erst am Abend des 12. Juli deutlich ab. Früh am 13. Juli ging Soulik als ein nur noch schwacher Taifun über dem nördlichen Taiwan an Land und erreichte später am selben Tag die Formosastraße. Seinen letzten Landgang machte Soulik am Nachmittag des 13. Juli über Fuzhou, Provinz Fujian, China als ein tropischer Sturm und schwächte sich rasch in eine tropische Depression ab. Wenig später löste sich die Depression auf.

### Tropischer Sturm Cimaron (Isang)
Am 15. Juli bildete sich östlich der Philippinen eine tropische Störung, die im Tagesverlauf von PAGASA den Namen Isang erhielt. Früh am nächsten Tag intensivierte sich das System zum tropischen Sturm, der von der JMA den internationalen Namen Cimaron erhielt. Cimaron zog während seiner Existenz weitgehend in nordwestlicher Richtung, streifte dabei die Nordspitze von Luzon, konnte sich jedoch nicht wesentlich identifizieren. Das Resttief zog am 19. Juli westlich von Taiwan vorbei und löste sich über dem chinesischen Festland am 20. Juli vollständig auf.
Starkregen über dem Süden der Provinz Fujian löste signifikante Überschwemmungen aus, da das Gebiet bereits in der Woche zuvor durch Taifun Soulik ausgiebige Niederschläge erhielt. In der Ortschaft Mei wurde in den 24 Stunden zum 19. Juli eine Regenmenge von 505,3 mm gemessen, wobei das Maximum innerhalb einer Stunde 132,3 mm betragen hat. Zahlreiche Häuser wurden überflutet und mehrere Straßen unterspült. Manche Gebiete verzeichneten ein 500-jähriges Hochwasser. Von den Auswirkungen des Sturmes waren über 20 Millionen Menschen betroffen, und fast 9 Millionen Bewohner mussten vorübergehend ihre Häuser verlassen. Mindestens eine Person starb infolge der Auswirkungen von Cimaron. Die direkten wirtschaftlichen Schäden in China wurden mit 1,552 Milliarden Renminbi (252,8 Millionen US-Dollar) angegeben. Auffällig in Verbindung mit dem Wirbelsturm war ein heftiges Gewitter über Xiamen, bei dem innerhalb von zwei Stunden 406 Blitzschläge gezählt wurden.

### Taifun Utor (Labuyo)
Am 8. August entwickelte sich südlich von Guam eine in die Innertropische Konvergenzzone eingebettete tropische Störung. Das System intensivierte sich am nächsten Tag zu einer tropischen Depression, bevor es in das Verantwortungsgebiet von PAGASA zog und den lokalen Namen Labuyo zugeteilt bekam.
Dank schwacher vertikaler Windscherung und einer starken radialen Ausströmung bildete sich ein Cirruswolkenschirm über dem bodennahen Zirkulationszentrum und einige Stunden später am 9. August stuften sowohl die JMA als auch das JTWC das sich rapide intensivierende System zu einem tropischen Sturm hoch, und die JMA vergab den Namen Utor. Bereits zwölf Stunden später erreichte der tropische Sturm Windgeschwindigkeiten von mehr als 63 Knoten und wurde deswegen zu einem Taifun hochgestuft. Die weitere Intensivierung verlief explosiv, und am 11. August erreichte der Taifun östlich von Luzon mit einem zentralen Luftdruck von 925 hPa seine größte Stärke. Utor zog stetig in westnordwestlicher Richtung, bildete ein Auge und gelangte im Osten der Provinz Aurora mit andauernden Windgeschwindigkeiten von 175 km/h und Böen von bis zu 210 km/h als ein Kategorie-4-Taifun über Land.
Nach dem Landfall verlor der Wirbelsturm aufgrund der bergigen Landschaft an Kraft und setzte seinen Weg nach West-Nordwesten fort. Taifun Utor gelangte erneut über Wasser und überquerte das Südchinesische Meer äquivalent zur Kategorie 2 der Saffir-Simpson-Skala. Am 14. August zog das Zentrum des Sturmes in der südchinesischen Provinz Guangdong westlich von Hongkong über Land und verlor rasch an Kraft.

### Tropische Depression
Am 10. August bildete sich östlich von Vietnam im Südchinesischen Meer ein tropisches Tiefdruckgebiet. Das System konnte sich jedoch nicht wesentlich entwickeln und wurde am 12. August von Taifun Utor absorbiert.

### Schwerer Tropischer Sturm Kong-rey (Nando)
Am 23. August bildete sich südöstlich von Manila ein Gebiet von Konvektion. Früh am 25. August aktualisierte die JMA das System zu einer tropischen Depression. Auch PAGASA stufte es zu einer tropischen Depression herauf und vergab dieser den lokalen Namen Nando.

### Tropischer Sturm Yutu
Früh am 30. August meldete die JMA die Bildung einer tropischen Depression etwa 1000 km nordöstlich von Wake. Zwei Tage später intensivierte sich die Depression in einen tropischen Sturm und erhielt den Namen Yutu.

### Tropische Depression
Früh am 6. September meldete die JMA, dass sich in einer Zone mit geringer bis mäßiger vertikaler Windscherung etwa 420 km nordwestlich von Manila eine tropische Depression gebildet hat. Im Tagesverlauf zog das System in westnordwestlicher Richtung und wurde von der JMA letztmals berichtet.
Am 7. September bildete sich etwa 1400 km südöstlich von Wake eine neue tropische Depression. Dieses System wanderte in westnordwestlicher Richtung und wurde am 8. September von der JMA das letzte Mal gemeldet.

### Tropische Depression Phailin
Am 4. Oktober entwickelte sich ein Tiefdruckgebiet im Golf von Thailand zu einer tropischen Depression, schwächte sich jedoch ab, als es am 6. Oktober Südthailand erreichte. Das Tiefdruckgebiet überquerte dann die Malaiische Halbinsel westwärts und gelangte am 7. Oktober in die Andamanensee, wo es sich regeneriert und schließlich zum zyklonischen Sturm entwickelte.

### Taifun Haiyan (Yolanda)
Haiyan traf auf der Insel Samar rund 600 Kilometer südöstlich von Manila auf Land. An den Küsten der Inseln Leyte und Samar verursachte er bis zu 5 Meter hohe Wellen. Unter den betroffenen Regionen sind auch die Inseln Bohol und Cebu. Diese wurden im Oktober 2013 von einem schweren Erdbeben erschüttert. 680.000 Menschen mussten sich vor dem Sturm in Sicherheit bringen, er verwüstete die Insel Samar und zog in nordwestlicher Richtung über das Südchinesische Meer. Dabei schwächte sich der Taifun kontinuierlich ab und überquerte die Küste im Norden Vietnams als tropischer Sturm.
Nach den Angaben des Joint Typhoon Warning Centers erreichte der Taifun drei Stunden vor dem Landfall andauernde einminütige Windgeschwindigkeiten von 305 km/h und war so der stärkste tropische Wirbelsturm, der seit Beginn verlässlicher meteorologischer Aufzeichnungen beobachtet wurde. Nach dem minimalen zentralen Luftdruck ist Haiyan mit 895 hPa der viertintensivste tropische Wirbelsturm im nordwestlichen Pazifik. Da der Taifun auch über Land kaum an Intensität verlor, ist er mit Windgeschwindigkeiten von 305–315 km/h der stärkste tropische Wirbelsturm im Moment des Landfalls. Taifun Haiyan stellte damit den Rekord ein, den Hurrikan Camille 1969 in Mississippi gesetzt hatte.

## Belege
1. ↑  Gary Padgett: Monthly Global Tropical Cyclone Summary May 2003. Australian Severe Weather, abgerufen am 30. Dezember 2012 (englisch).
2. ↑  Gary Padgett: Monthly Global Tropical Cyclone Summary December 1999. Australian Severe Weather, abgerufen am 30. Dezember 2012 (englisch).
3. ↑  List of Names for Tropical Cyclones adopted by the ESCAP/WMO Typhoon Committee for the Western North Pacific and the South China Sea. JMA, abgerufen am 30. Dezember 2012 (englisch).
4. ↑  
Revised List of Names for Tropical Cyclones within the Philippine Area of Responsibility. Philippine Atmospheric, Geophysical and Astronomical Services Administration (PAGASA), 7. Januar 2008, archiviert vom Original am 30. Oktober 2009; abgerufen am 30. August 2023 (englisch).
5. ↑  JMA Warning Summary January 1, 2013 0000 UTC. Japan Meteorological Agency, 1. Januar 2013, archiviert vom Original; abgerufen am 15. Mai 2013 (englisch).
6. 1 2  RSMC Tropical Cyclone Best Track – SONAMU (1301). Japan Meteorological Agency, 25. Januar 2013, abgerufen am 15. Mai 2013 (englisch).
7. ↑  Tropical Depression AURING – Weather Bulletin Number One. PAGASA, 3. Januar 2013, archiviert vom Original; abgerufen am 15. Mai 2013 (englisch).
8. ↑  Tropical Depression 01W (Sonamu) Prognostic Reasoning Warning Number 002. Joint Typhoon Warning Center, 3. Januar 2013, archiviert vom Original; abgerufen am 15. Mai 2013 (englisch).
9. ↑  JMA Tropical Cyclone Advisory TS SONAMU (1301) – January 3, 2013 1200 UTC. Japan Meteorological Agency, 3. Januar 2013, archiviert vom Original; abgerufen am 15. Mai 2013 (englisch).
10. ↑  Tropical Storm Auring leaves 1 dead, 500 displaced in the Philippines. Philstar, 5. Januar 2013, abgerufen am 15. Mai 2013 (englisch).
11. ↑  JMA Warning Summary February 18, 2013 0600 UTC. Japan Meteorological Agency, 18. Februar 2013, abgerufen am 15. Mai 2013 (englisch).
12. ↑  Tropical Depression CRISING – Weather Bulletin Number One. PAGASA, 18. Februar 2013, archiviert vom Original; abgerufen am 15. Mai 2013 (englisch).
13. ↑  Tropical Depression 02W (Two) Warning Number 001. Joint Typhoon Warning Center, 19. Februar 2013, archiviert vom Original; abgerufen am 15. Mai 2013 (englisch).
14. ↑  Tropical Depression 02W (Two) Warning Number 010 Relocated. Joint Typhoon Warning Center, 21. Februar 2013, archiviert vom Original; abgerufen am 15. Mai 2013 (englisch).
15. ↑  JMA Tropical Cyclone Warning TS SHANSHAN (1302) – February 22, 2013 0000 UTC. Japan Meteorological Agency, 22. Februar 2013, abgerufen am 15. Mai 2013 (englisch).
16. ↑  JMA Tropical Cyclone Advisory TS SHANSHAN (1302) – February 23, 2013 0600 UTC. Japan Meteorological Agency, 23. Februar 2013, abgerufen am 15. Mai 2013 (englisch).
17. ↑  'Crising' death toll rises to 4. Sunstar, 22. Februar 2013, abgerufen am 15. Mai 2013 (englisch).
18. ↑  JMA Warning Summary April 11, 2013 1800 UTC. Japan Meteorological Agency, 11. April 2013, abgerufen am 6. Juli 2013 (englisch).
19. ↑  JMA Warning Summary June 6, 2013 1800 UTC. Japan Meteorological Agency, 6. Juni 2013, abgerufen am 17. Juni 2013 (englisch).
20. ↑  JMA Tropical Cyclone Warning TS YAGI (1303) – June 8, 2013 1200 UTC. Japan Meteorological Agency, 8. Juni 2013, abgerufen am 16. Juni 2013 (englisch).
21. ↑  Tropical Cyclone 03W (Yagi) Running Best Track Analysis. United States Navy, 11. Juni 2013, abgerufen am 21. Juni 2013 (englisch).
22. ↑  JMA Tropical Cyclone Advisory TS YAGI (1303) – June 11, 2013 0000 UTC. 11. Juni 2013, abgerufen am 21. Juni 2013 (englisch).
23. ↑  Tropical Cyclone 03W (Yagi) Running Best Track Analysis. Joint Typhoon Warning Center, 12. Juni 2013, archiviert vom Original am 21. September 2013; abgerufen am 21. Juni 2013 (englisch).  Info: Der Archivlink wurde automatisch eingesetzt und noch nicht geprüft. Bitte prüfe Original- und Archivlink gemäß Anleitung und entferne dann diesen Hinweis.
24. ↑  JMA Warning Summary June 16, 2013 0600 UTC. Japan Meteorological Agency, 16. Juni 2013, abgerufen am 16. Juni 2013 (englisch).
25. ↑  JMA Tropical Cyclone Advisory TS LEEPI (1304) – June 18, 2013 0000 UTC. Japan Meteorological Agency, 18. Juni 2013, archiviert vom Original; abgerufen am 18. Juni 2013 (englisch).
26. ↑  Tropical Storm EMONG – Weather Bulletin Number Nine. PAGASA, 20. Juni 2013, archiviert vom Original; abgerufen am 21. Juni 2013 (englisch).
27. ↑  Tropical Depression 04W (Leepi) Prognostic Reasoning Warning Number 010. Joint Typhoon Warning Center, 20. Juni 2013, archiviert vom Original; abgerufen am 21. Juni 2013 (englisch).
28. ↑  JMA Tropical Cyclone Advisory TS LEEPI (1304) – June 21, 2013 0000 UTC. Japan Meteorological Agency, 21. Juni 2013, archiviert vom Original; abgerufen am 22. Juni 2013 (englisch).
29. ↑  Significant Tropical Weather Advisory for the Western and South Pacific Oceans June 18, 2013 2300 UTC. Joint Typhoon Warning Center, 18. Juni 2013, archiviert vom Original; abgerufen am 22. Juni 2013 (englisch).
30. ↑  JMA Tropical Cyclone Advisory TD – June 19, 2013 1800 UTC. Japan Meteorological Agency, 19. Juni 2013, archiviert vom Original; abgerufen am 22. Juni 2013 (englisch).
31. ↑  Tropical Depression FABIAN – Weather Bulletin Number One. PAGASA, 20. Juni 2013, archiviert vom Original; abgerufen am 22. Juni 2013 (englisch).
32. ↑  JMA Tropical Cyclone Advisory TS BEBINCA (1305) – June 21, 2013 0000 UTC. Japan Meteorological Agency, 21. Juni 2013, archiviert vom Original; abgerufen am 23. Juni 2013 (englisch).
33. ↑  JMA Tropical Cyclone Advisory TD – June 27, 2013 1200 UTC. Japan Meteorological Agency, 27. Juni 2013, archiviert vom Original; abgerufen am 29. Juni 2013 (englisch).
34. ↑  Tropical Depression GORIO – Weather Bulletin Number One. PAGASA, 27. Juni 2013, archiviert vom Original am 14. Oktober 2013; abgerufen am 29. Juni 2013 (englisch).  Info: Der Archivlink wurde automatisch eingesetzt und noch nicht geprüft. Bitte prüfe Original- und Archivlink gemäß Anleitung und entferne dann diesen Hinweis.
35. ↑  JMA Tropical Cyclone Advisory TS RUMBIA (1306) – June 28, 2013 1200 UTC. Japan Meteorological Agency, 28. Juni 2013, archiviert vom Original; abgerufen am 29. Juni 2013 (englisch).
36. ↑  Tropical Storm GORIO – Weather Bulletin Number Five. PAGASA, 28. Juni 2013, archiviert vom Original am 14. Oktober 2013; abgerufen am 29. Juni 2013 (englisch).  Info: Der Archivlink wurde automatisch eingesetzt und noch nicht geprüft. Bitte prüfe Original- und Archivlink gemäß Anleitung und entferne dann diesen Hinweis.
37. ↑  Tropical Storm GORIO – Weather Bulletin Number Seven. PAGASA, 29. Juni 2013, archiviert vom Original am 14. Oktober 2013; abgerufen am 29. Juni 2013 (englisch).  Info: Der Archivlink wurde automatisch eingesetzt und noch nicht geprüft. Bitte prüfe Original- und Archivlink gemäß Anleitung und entferne dann diesen Hinweis.
38. ↑  JMA Tropical Cyclone Advisory TS RUMBIA (1306) – June 29, 2013 0300 UTC. Japan Meteorological Agency, 29. Juni 2013, archiviert vom Original; abgerufen am 29. Juni 2013 (englisch).
39. ↑  Tropical Storm GORIO – Weather Bulletin Number Eleven. PAGASA, 30. Juni 2013, archiviert vom Original; abgerufen am 2. Juli 2013 (englisch).
40. ↑  JMA Tropical Cyclone Advisory TS RUMBIA (1306) – June 30, 2013 0300 UTC. Japan Meteorological Agency, 30. Juni 2013, archiviert vom Original; abgerufen am 2. Juli 2013 (englisch).
41. ↑  Tropical Storm GORIO – Weather Bulletin Number Fourteen. PAGASA, 1. Juli 2013, archiviert vom Original; abgerufen am 2. Juli 2013 (englisch).
42. ↑  JMA Tropical Cyclone Advisory STS RUMBIA (1306) – July 1, 2013 0900 UTC. Japan Meteorological Agency, 1. Juli 2013, archiviert vom Original; abgerufen am 2. Juli 2013 (englisch).
43. ↑  Typhoon 06W (Rumbia) Prognostic Reasoning Warning Number 014. Joint Typhoon Warning Center, 1. Juli 2013, archiviert vom Original; abgerufen am 2. Juli 2013 (englisch).
44. ↑  Tropical storm Rumbia kills 6 Filipino children, grandmother. UPI Asia, 2. Juli 2013, abgerufen am 5. Juli 2013 (englisch).
45. ↑  China: Tropical storm leaves 48 killed, 21 missing in the floods and landslides. InSerbia News, 2. Juli 2013, abgerufen am 14. Juli 2013 (englisch).
46. ↑  Significant Tropical Weather Advisory for the Western and South Pacific Oceans July 6, 2013 0600 UTC. Joint Typhoon Warning Center, 6. Juli 2013, archiviert vom Original; abgerufen am 15. Juli 2013 (englisch).
47. ↑  JMA Tropical Cyclone Advisory TD – July 7, 2013 0000 UTC. Japan Meteorological Agency, 7. Juli 2013, archiviert vom Original; abgerufen am 15. Juli 2013 (englisch).
48. ↑  Tropical Depression 07W (Seven) Prognostic Reasoning Warning Number 001. Joint Typhoon Warning Center, 7. Juli 2013, archiviert vom Original; abgerufen am 15. Juli 2013 (englisch).
49. ↑  JMA Tropical Cyclone Advisory TS SOULIK (1307) – July 8, 2013 0000 UTC. Japan Meteorological Agency, 8. Juli 2013, archiviert vom Original; abgerufen am 15. Juli 2013 (englisch).
50. ↑  Tropical Storm 07W (Soulik) Prognostic Reasoning Warning Number 002. Joint Typhoon Warning Center, 8. Juli 2013, archiviert vom Original; abgerufen am 15. Juli 2013 (englisch).
51. ↑  JMA Tropical Cyclone Advisory TY SOULIK (1307) – July 9, 2013 0000 UTC. Japan Meteorological Agency, 9. Juli 2013, archiviert vom Original; abgerufen am 15. Juli 2012 (englisch).
52. ↑  JMA Tropical Cyclone Advisory TY SOULIK (1307) – July 10, 2013 0000 UTC. Japan Meteorological Agency, 10. Juli 2013, archiviert vom Original; abgerufen am 15. Juli 2013 (englisch).
53. ↑  JMA Tropical Cyclone Advisory TY SOULIK (1307) – July 12, 2013 1800 UTC. Japan Meteorological Agency, 12. Juli 2013, archiviert vom Original; abgerufen am 16. Juli 2013 (englisch).
54. ↑  JMA Tropical Cyclone Advisory TY SOULIK (1307) – July 12, 2013 2100 UTC. Japan Meteorological Agency, 12. Juli 2013, archiviert vom Original; abgerufen am 16. Juli 2013 (englisch).
55. ↑  Typhoon 07W (Soulik) Prognostic Reasoning Warning Number 023. Joint Typhoon Warning Center, 13. Juli 2013, archiviert vom Original; abgerufen am 16. Juli 2013 (englisch).
56. ↑  JMA Tropical Cyclone Advisory STS SOULIK (1307) – July 13, 2013 1200 UTC. Japan Meteorological Agency, 13. Juli 2013, archiviert vom Original; abgerufen am 16. Juli 2013 (englisch).
57. ↑  JMA Tropical Cyclone Advisory TS SOULIK (1307) – July 14, 2013 0000 UTC. Japan Meteorological Agency, 14. Juli 2013, archiviert vom Original; abgerufen am 16. Juli 2013 (englisch).
58. ↑  Several Luzon provinces under Signal No. 1 as tropical depression ‘Isang’ intensifies. Frances Mangosing, abgerufen am 16. Juli 2013 (englisch).
59. ↑  TRMM Sees Strong Tropical Storm Cimaron. Abgerufen am 19. Juli 2013 (englisch).
60. ↑  "西马仑"横扫福建 雨势猛烈开车如开船. Sina Corp, 19. Juli 2013, abgerufen am 10. Oktober 2013 (chinesisch).
61. ↑  闽南地区受热带风暴"西马仑"影响发生特大暴雨. 新华网, 20. Juli 2013, abgerufen am 10. Oktober 2013 (chinesisch).
62. ↑  热带风暴"西马仑"造成福建4.8万多户用户停电. 网易公, 19. Juli 2013, abgerufen am 10. Oktober 2013 (chinesisch).
63. ↑  "西马仑"给闽南带来强降雨 直接经济损失15.52亿元. Xinmin, 19. Juli 2013, archiviert vom Original am 12. Oktober 2013; abgerufen am 10. Oktober 2013 (chinesisch).  Info: Der Archivlink wurde automatisch eingesetzt und noch nicht geprüft. Bitte prüfe Original- und Archivlink gemäß Anleitung und entferne dann diesen Hinweis.
64. ↑  台风"西马仑"致厦门一晚闪电406次. Sohu.com Incorporated, 20. Juli 2013, archiviert vom Original am 4. Oktober 2013; abgerufen am 10. Oktober 2013 (Chamorro).  Info: Der Archivlink wurde automatisch eingesetzt und noch nicht geprüft. Bitte prüfe Original- und Archivlink gemäß Anleitung und entferne dann diesen Hinweis.
65. ↑   PAGASA: Tropical Depression Labuyo expected to enter PAR, GMA News, 9. August 2013. Abgerufen am 10. August 2013 (englisch).
66. ↑  Tropical Storm 11W (Utor) Prognostic Reasoning Warning Number 005. Joint Typhoon Warning Center, 9. August 2013, archiviert vom Original; abgerufen am 10. August 2013 (englisch).
67. ↑  JMA Tropical Cyclone Advisory TD – August 25, 2013 0000 UTC. Japan Meteorological Agency, 25. August 2013, archiviert vom Original; abgerufen am 25. August 2013 (englisch).
68. ↑  Tropical Depression NANDO – Weather Bulletin Number One. PAGASA, 25. August 2013, archiviert vom Original; abgerufen am 25. August 2013 (englisch).
69. ↑  JMA Warning Summary August 30, 2013 0600 UTC. Japan Meteorological Agency, 30. August 2013, archiviert vom Original; abgerufen am 1. September 2013 (englisch).
70. ↑  JMA Tropical Cyclone Advisory TS YUTU (1316) – September 1, 2013 0000 UTC. Japan Meteorological Agency, 1. September 2013, abgerufen am 2. September 2013 (englisch).
71. ↑  RSMC Tokyo – Typhoon Center: RSMC Tropical Cyclone Advisory September 6, 2013 00z. Japan Meteorological Agency, ehemals im Original (nicht mehr online verfügbar); abgerufen am 10. Oktober 2013 (englisch). (Seite nicht mehr abrufbar. Suche in Webarchiven)
72. ↑  Joint Typhoon Warning Center: Significant Tropical Weather Outlook for the Western and South Pacific Ocean September 6, 2013 06z. United States Navy, United States Air Force, 6. September 2013, archiviert vom Original am 4. März 2014; abgerufen am 10. Oktober 2013 (englisch).  Info: Der Archivlink wurde automatisch eingesetzt und noch nicht geprüft. Bitte prüfe Original- und Archivlink gemäß Anleitung und entferne dann diesen Hinweis.
73. ↑  JMA WWJP25 Warning and Summary September 6, 2013 12z. Japan Meteorological Agency, 6. September 2013, archiviert vom Original am 2. Juli 2014; abgerufen am 10. Oktober 2013 (englisch).  Info: Der Archivlink wurde automatisch eingesetzt und noch nicht geprüft. Bitte prüfe Original- und Archivlink gemäß Anleitung und entferne dann diesen Hinweis.
74. ↑  JMA WWJP25 Warning and Summary September 6, 2013 18z. Japan Meteorological Agency, 6. September 2013, archiviert vom Original am 2. Juli 2014; abgerufen am 10. Oktober 2013 (englisch).  Info: Der Archivlink wurde automatisch eingesetzt und noch nicht geprüft. Bitte prüfe Original- und Archivlink gemäß Anleitung und entferne dann diesen Hinweis.
75. ↑  JMA WWJP25 Warning and Summary September 7, 2013 18z. Japan Meteorological Agency, 7. September 2013, archiviert vom Original am 2. Juli 2014; abgerufen am 10. Oktober 2013 (englisch).  Info: Der Archivlink wurde automatisch eingesetzt und noch nicht geprüft. Bitte prüfe Original- und Archivlink gemäß Anleitung und entferne dann diesen Hinweis.
76. ↑  JMA WWJP25 Warning and Summary September 8, 2013 00z. Japan Meteorological Agency, 8. September 2013, archiviert vom Original am 2. Juli 2014; abgerufen am 10. Oktober 2013 (englisch).  Info: Der Archivlink wurde automatisch eingesetzt und noch nicht geprüft. Bitte prüfe Original- und Archivlink gemäß Anleitung und entferne dann diesen Hinweis.
77. ↑  Chaos durch Wirbelsturm: Taifun “Haiyan” trifft die Philippinen. In: Panorama › Philippinen. Spiegel Panorama, 8. November 2013. Auf Spiegel.de, abgerufen am 16. November 2023.
78. ↑  Taifun „Haiyan“ ist der Supersturm der Moderne. In: Panorama › Weltgeschehen. 8. November 2013. Auf Welt.de, abgerufen am 30. August 2023.
79. ↑  Jeff Masters: Super Typhoon Haiyan Finishes Pounding the Philippines, Headed for Vietnam. Weather Underground, 8. November 2013, abgerufen am 9. November 2013 (englisch).